# ميروسلاف ستيفيتش
ميروسلاف ستيفيتش (بالصربية: Мирослав Стевић)‏ مواليد 7 يناير 1970 في جمهورية يوغوسلافيا الاشتراكية الاتحادية، هو لاعب كرة قدم يوغوسلافي دولي سابق كان يلعب كلاعب وسط. اعتزل اللعب عام 2005. سبق له أن لعب في كأس العالم لكرة القدم مع منتخب بلاده. بدأ مسيرته الرياضية عام 1989. لعب خلال مسيرته 384 مباراة سجل خلالها 21 هدفاً.

## المسيرة الاحترافية

### أندية لعب لها
- نادي بارتيزان
- راد بيوغراد
- نادي غراسهوبر زيوريخ
- دينامو دريسدن
- ميونخ 1860
- بوروسيا دورتموند
- نادي فنربخشة
- نادي بوخوم